# Rachel (Sängerin)
Rachel (* 11. August 1942 in Cavaillon) ist eine französische Sängerin.

## Leben und Wirken
Ihre erste Single erschien 1963 bei der französischen Plattenfirma Barclay. Mit der Ballade Le Chant de Mallory („Mallorys Gesang“) nahm sie am Grand Prix Eurovision 1964 teil und erreichte dort den vierten Platz.

## Diskografie
Singles
- Les Amants Blessés (1963)
- Le Chant de Mallory (1964)
- Le Doux Paysage (1964)
- Un Pays (1965)
- L’oiseau d’Italie (1966)
- La Fiesta (1967)
- Qu’ils sont heureux (1967)
- L’Amour est bleu (1968)